# Camt-Format
Das Camt-Format ist das von der SEPA definierte einheitliche XML-Datenübertragungsformat für den Austausch zwischen Banken und Kunden. Die Verwendung ist seit 2014 verbindlich. Das Format löst SWIFT-EDIFACT-Formate ab.

## Verwendung
„camt“ ist die Abkürzung für „cash management“. Die Informationsdateien werden durch die elektronischen Bankingsysteme der Banken dem Geschäftskunden automatisch oder auf Abruf zur Verfügung gestellt. In Online-Programmen für den Privatkundenbereich stehen diese Formate meist nicht bereit. Diese Dateien können dann durch Finanzbuchhaltungs-Programme eingelesen und verarbeitet werden. Durch die Angabe von Detailinformationen wie Bankdaten der Buchungs-Gegenseite, Mandat-ID und EndToEndId ist die Zuordnung von Zahlungen zu Offenen Posten einfacher als mit den alten Formaten bzw. den anderen Exportmöglichkeiten in CSV-Dateien. 

## Nachrichtenarten
Man unterscheidet folgende camt-Nachrichten:
- camt.029: negativ Antwort auf camt.056[1]
- camt.052: untertägige Kontoauszüge, Vormerkposten (vorher MT942-Datei)[2]
- camt.053: gebuchte Kontoauszüge (vorher MT940- und MT950-Datei)[3]
- camt.054: Details zu Sammelbuchungen (vorher DTI)[4]
- camt.056: Recall im Überweisungssystem bei Fehlern und irregulären Vorgängen (Antwort auf camt.0029)[5][6] Es gibt noch eine camt.056 für Lastschrift, diese unterscheidet sich erheblich von der für Überweisung.[7]